# Códice de Metz
El Códice de Metz (MSS/3307) es un manuscrito de época medieval que reúne varios textos de astronomía, astrología y cómputo eclesiástico. Se originó durante el siglo IX bajo la tutela del obispo de Metz Drogo, hijo ilegítimo de Carlomagno, con posteriores modificaciones y añadidos. Actualmente se encuentra en la Biblioteca Nacional de España identificado como MSS/3307.

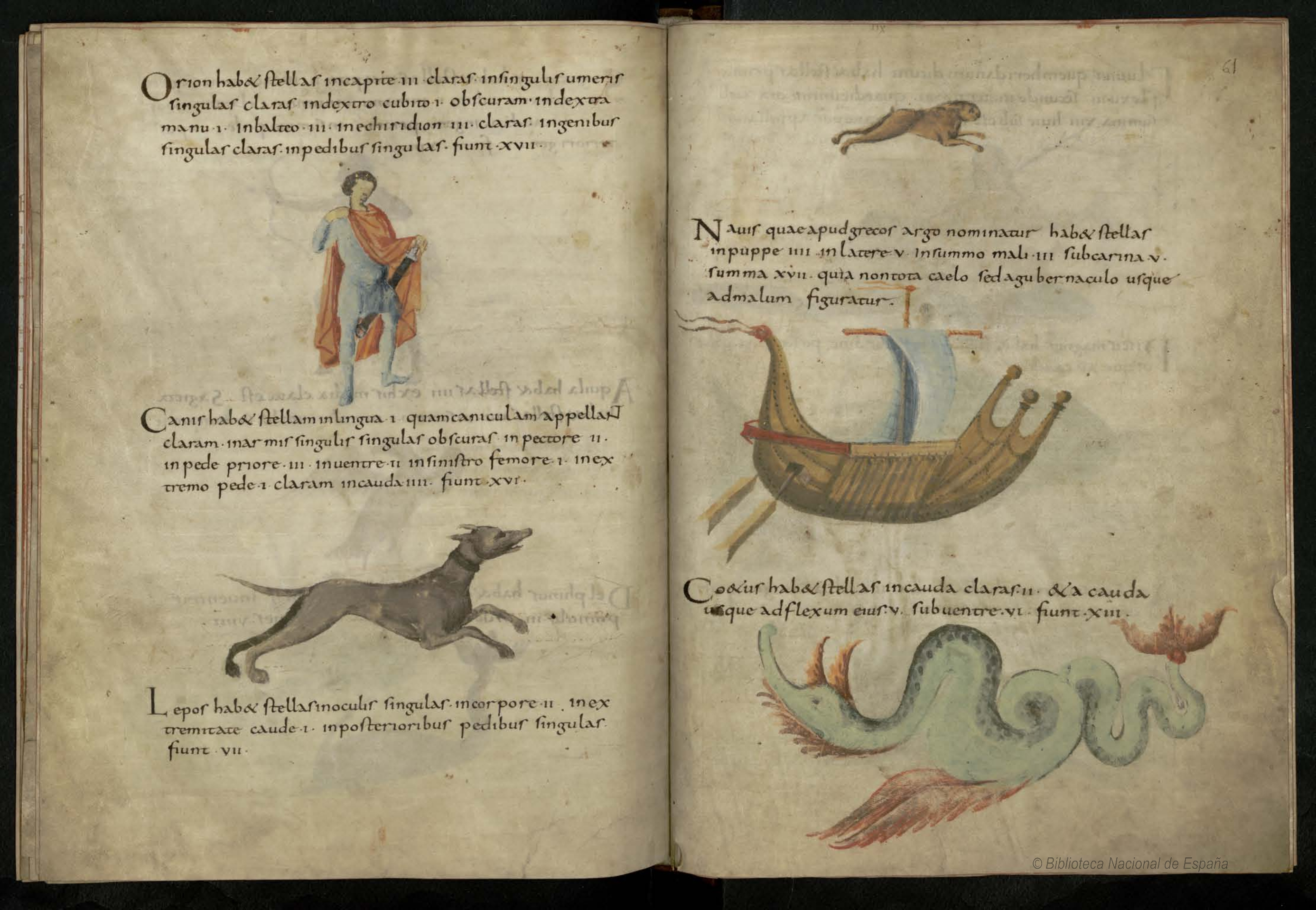
Códice de Metz. Constelaciones brevemente descritas e ilustradas con figuras. BNE

## Contenido del códice

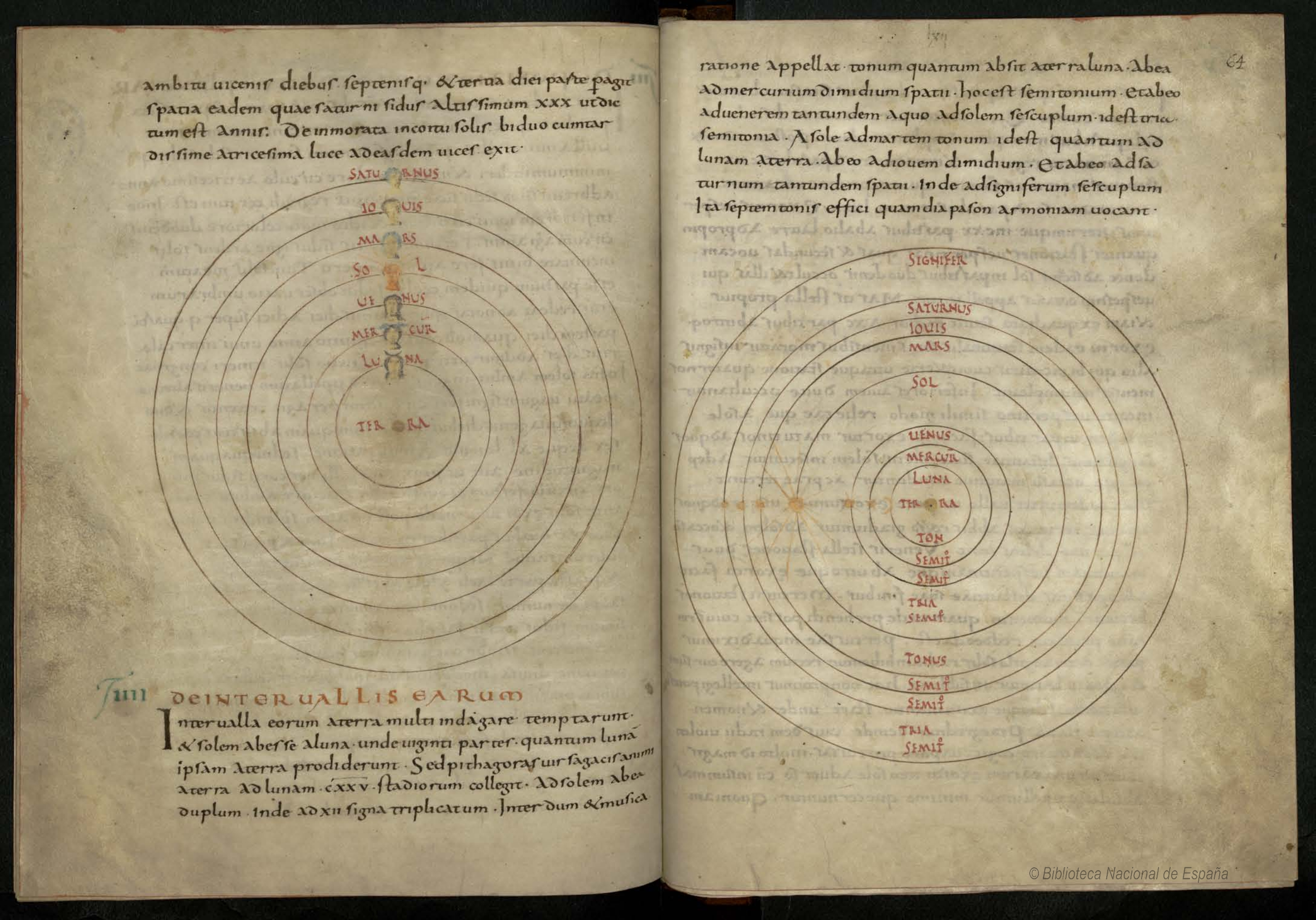
Códice de Metz. Ilustraciones con la posición de los planetas. BNE

El Códice de Metz se presenta esencialmente como una copia de un códice original conocido como Compilación de Aachen o Manual de 809. A pesar de que este manuscrito original se ha perdido, durante principios del siglo IX se hicieron muchas copias del mismo, de las cuales el MSS/3307 sería una de ellas. Este manual reunía una miscelánea del saber antiguo y medieval sobre astronomía (el saber astronómico de la época carolingia comprendía también lo que hoy se distingue como astrología). Como muestra el MSS/3307, el cómputo es una cuestión relevante en el manuscrito y ocupa gran parte del mismo, estableciendo -entre otras fechas relativas a la religión cristiana- la fecha de Pascua (computus). En las copias conservadas no sólo se observan influencias de obras como Liber Astrologicus de Isidoro de Sevilla, sino que también se añadieron directamente otras como De natura rerum de Beda el Venerable (añadida al final como libro VII) o extractos de los libros II y XVIII de Naturalis historia de Plinio.
Aunque el Códice de Metz es el manuscrito copiado del Manual de 809 que más información conserva del mismo, debe tenerse en cuenta que sufrió posteriores alteraciones y añadidos, como muestra el contenido del fol.77 que procede de la Biblia, convirtiéndose de esta manera en una obra independiente y única.

## Información paleográfica
El Códice de Metz está realizado en minúscula carolingia, siendo uno de los primeros ejemplos de este tipo de letra que se conservan. Los encabezados y los cuadros suelen estar realizados en caligrafía uncial o mayúscula rústica, usando tintas de color rojo y verde.

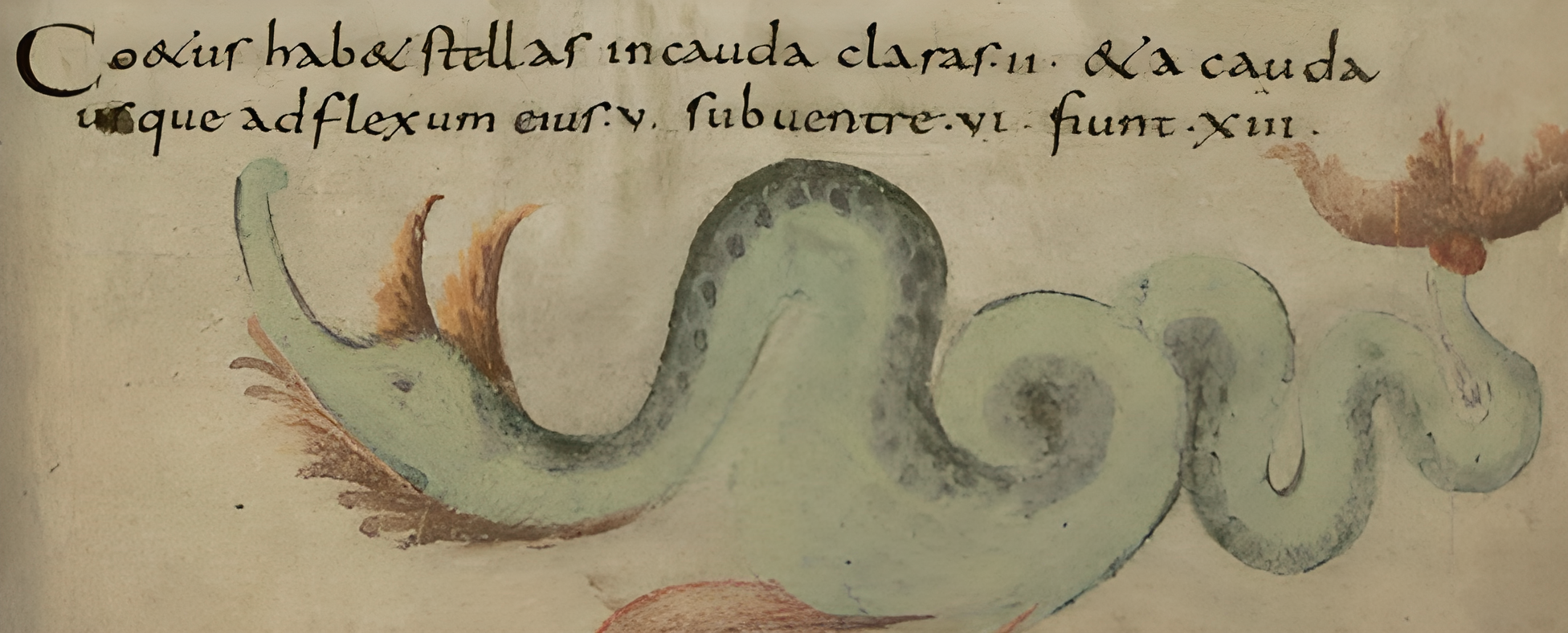
Códice de Metz. Ejemplo de minúscula carolingia; se observa una caligrafía clara con pocas ligaduras significativas ("s" y "t" en la palabra "stellas") y se muestra el característico nexo de la escritura carolina que forman las letras "e" y "t" en "Coetus", "habet" y "et". Transcripción del texto: /1 Coetus habet stellas in cauda claras .II. et a cauda /2 usque ad flexum eius .V. sub uentre .VI. fiunt XIII. (Traduc.: "Cetus tiene dos estrellas brillantes en la cola; y desde la cola hasta la curvatura de la misma cinco; debajo del vientre seis; en total trece").

## Contexto histórico
Las reformas en el ámbito didáctico e intelectual iniciadas por Carlomagno (742? – 814 d. C.) propiciaron el denominado Renacimiento Carolingio. Las preocupaciones humanísticas y científicas del Renacimiento Carolingio se plasman en la reelaboración y transcripción de múltiples textos literarios, científicos y relacionados con el arte. No se limitaron a transcribir textos religiosos, sino que transmitieron los conocimientos clásicos heredados del mundo romano a través de compilaciones. 

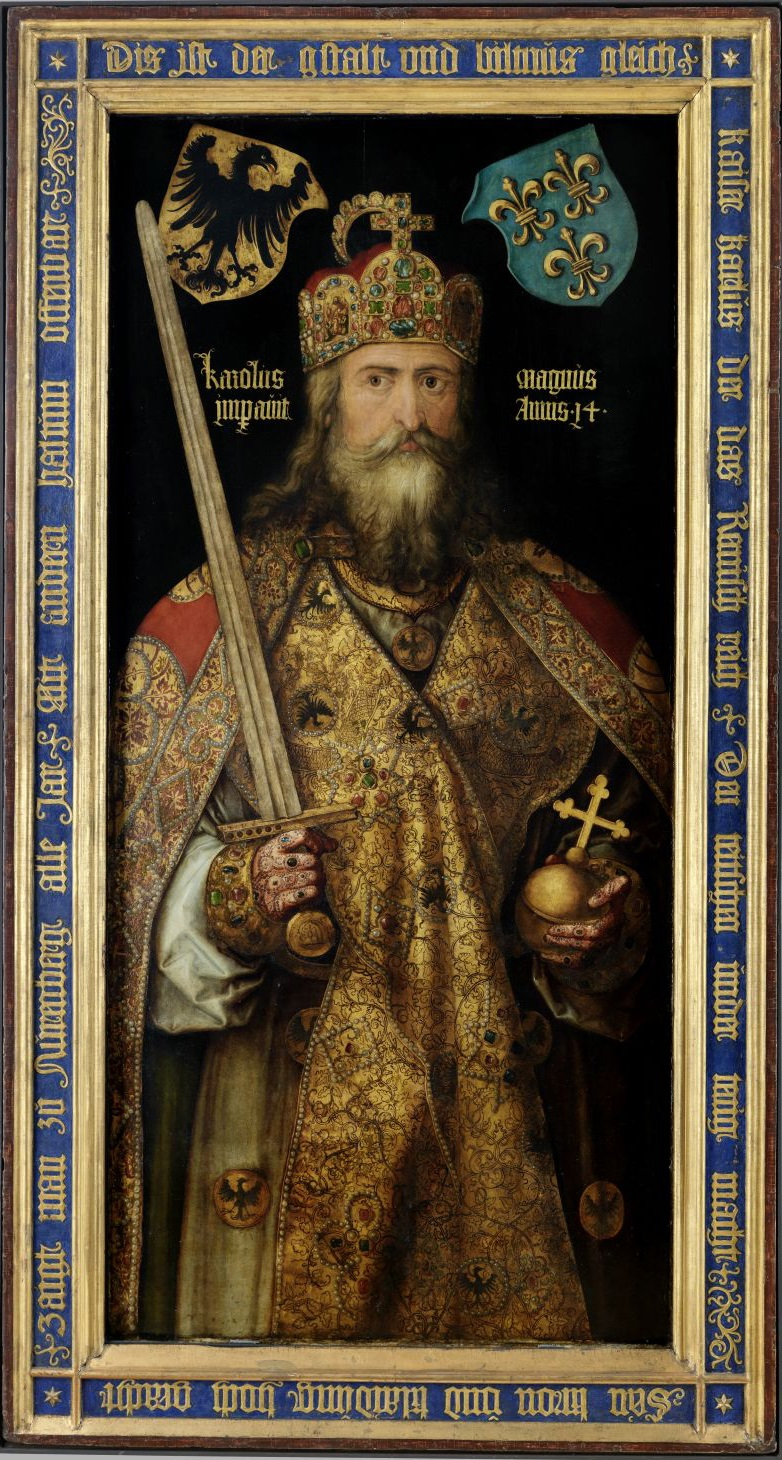
Emperador Carlomagno. Pintura al óleo sobre tabla de Albert Dürer.

Uno de los objetivos de Carlomagno fue educar al pueblo con la finalidad de unificar su reino, tanto religiosa como administrativamente. Es por ello que de este tipo de tratados dependía la fijación de un calendario eclesiástico, a partir del cual se regulaba la vida civil, política y religiosa.
Para cumplir este objetivo cultural y educacional se crearon las escuelas palatinas, las catedralicias y las monacales. En estos lugares la principal labor consistía en la copia de textos antiguos. Es por ello que el monarca atrajo a su reino a algunos hombres de letras de diferente origen, destacando Alcuino de York.
"Los principales centros de copia de textos antiguos fueron los de Aquisgrán, Tours, Reims y Metz".

## El códice en la Biblioteca Nacional de España
El Códice de Metz es el libro más antiguo de la Biblioteca Nacional de España. Pasó por diferentes manos y lugares, empezando por la ciudad de Metz y el monasterio benedictino de Prüm. Más tarde fue confiscado cuando se encontraba en Sicilia por el Duque de Uceda; posteriormente llegó a España y acabó -tras estar un tiempo en la Real Biblioteca- en la Biblioteca Nacional de España.